# Топозеро
Топо́зеро (То́позеро; устар. Топ-озеро, Топнозеро) — российское озеро в Лоухском и Калевальском районах Республики Карелия, часть Кумского водохранилища.

## Физико-географическая характеристика
Объём воды — 15,6 км³. Площадь поверхности — 986 км², площадь водосборного бассейна — 3530 км² (по другим данным — 2540 км²). Средняя глубина — 15,9 м, наибольшая — 56 м. Многолетняя максимальная амплитуда колебания уровня составляет 0,64 м при средней амплитуде 0,41 м. Высота над уровнем моря — 109 м. По площади водной поверхности — 13-е озеро России и 4-е озеро Карелии. Длина — 75,3 км, ширина (наибольшая) — 25,0 км.
Озеро неправильной формы, вытянуто с северо-запада на юго-восток, имеет ряд заливов — Ламбашгуба, Лохгуба, Чуолмагуба, Шуулакши, Колдалакши, Куоралакши, Кестеньгский залив и другие. Озёрная котловина ледниково-тектонического происхождения. На озере 144 острова общей площадью 63 км², расположенных в основном вдоль юго-западного берега. Крупные острова — Жилой, Тараскин, Кукат, Нуому, Ахвеншуари. Берега невысокие, каменистые, покрыты хвойными и смешанными лесами. Встречаются также скалистые и низкие заболоченные участки.
Около трёх четвертей площади дна покрыто илом, на возвышенностях дна — каменисто-песчаные грунты. Прозрачность воды — 6—8 м в северной части, где она имеет зеленовато-жёлтый цвет, и 5,3—6,1 м в юго-восточной части, где она светло-жёлтая. Местами в заливах прозрачность снижается до 2,5—3 м.

## Притоки
Озеро имеет 28 притоков — небольших рек и ручьёв (Каранго, Така, Кондоя, Куркиоя, Луовушка, Сиго), самые крупные из которых — Кизрека и Валазрека.
Озеро связано каналом с рекой Поньгомой. Из северо-западной части озера вытекает река Ковда (Софьянга).

## Флора и фауна
Высшая водная растительность Топозера развита слабо (хвощ, осоки, тростник, вахта трёхлистная, рдест пронзённолистный, и др.), всего насчитывается более 20 видов; бо́льшая её часть сосредоточена в юго-восточной части водоёма. В составе бентоса наиболее распространены хирономиды, черви, ракообразные и моллюски. Ихтиофауна представлена 19 видами, в числе которых озёрная форель, палия-голец, ряпушка, сиги, хариус, корюшка, щука, плотва, язь, лещ, налим, окунь, большинство из них имеют промысловое значение. Озеро замерзает в конце ноября — начале декабря (северная часть — в конце октября — ноябре), вскрывается в конце мая — начале июня.

## Транспорт
С 1948 до 1960-х годов на озере имелось пассажирское водное сообщение. Озеро популярно среди рыболовов, водных и пеших туристов.

## Хозяйственное использование
Озеро используется для нужд гидроэнергетики — регулирование Ковдинского каскада ГЭС.

## Бассейн
К бассейну Топозера относятся водоёмы:
- Большое Лагиярви[3];
- Верхнее Корозеро[13];
- Карангоярви[13];
- Карьялан[13];
- Киекки[12];
- Койра[13];
- Коккоярви[3];
- Котиярви[13];
- Луовушка[3];
- Майма[3];
- Малое Лагиярви[3];
- Нижнее Корозеро[13];
- Пахкалампи[3];
- Ревенцы[13];
- Сеглимо[13];
- Юношъярви[3];
- Ярошъярви[12].